# Nico Hülkenberg
Nicolas Hülkenberg, detto Nico (IPA: [ˈniːko ˈhʏlkənbɛɐ̯k]; Emmerich am Rhein, 19 agosto 1987), è un pilota automobilistico tedesco, attivo in Formula 1 con la Sauber.
Nel corso degli anni ha guidato per le scuderie di Formula 1 Williams, Force India, Sauber, Renault, Racing Point, Aston Martin e Haas. In aggiunta alla sua attività in Formula 1, Hülkenberg ha disputato due gare del campionato del mondo endurance, vincendo la 24 Ore di Le Mans 2015 al volante della Porsche 919 Hybrid. 

## Carriera

### Inizi

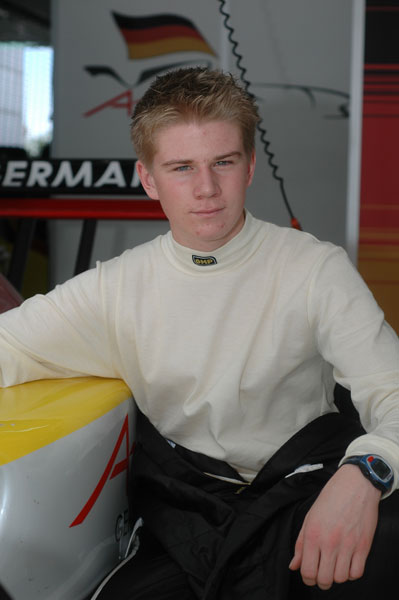
Hülkenberg alla prova di Sepang dell'A1 Grand Prix 2006

Nicolas Hülkenberg cominciò a correre in kart nel 1997, a dieci anni. Nel 2002 vinse il titolo nazionale giovanile di karting tedesco, imponendosi nel campionato assoluto nella stagione successiva.
Nel 2005, dopo un'ulteriore stagione nel campionato tedesco di kart, Hülkenberg debuttò nella Formula BMW tedesca, vincendo il campionato già al primo tentativo. Nello stesso anno vinse anche la finale mondiale del campionato di Formula BMW, che raccoglie tutti i migliori piloti dei vari campionati nazionali, venendo però retrocesso in terza posizione per aver mantenuto un comportamento scorretto alle spalle della safety car.
Nel 2006 Hülkenberg passò in Formula 3, vincendo una gara nel campionato tedesco. Successivamente gareggiò nella stagione 2006-2007 del campionato A1 Grand Prix nelle file del team tedesco; ottenne nove vittorie, portando in pratica la sua squadra alla vittoria finale nel campionato.
Nel 2007 passò al campionato europeo di Formula 3 con il team ASM, vincitore dei due campionati precedenti con Lewis Hamilton e Paul di Resta. Conquistò quattro vittorie (al Norisring in Germania, a Zandvoort in Olanda, al Nürburgring ancora in Germania e al Circuito Paul Armagnac in Francia) e il terzo posto in campionato; inoltre partecipò anche alla corsa fuori campionato Masters di Formula 3, vincendola.
A fine stagione la Williams gli offrì la possibilità di disputare un test su una vettura di Formula 1. Il giovane tedesco si dimostrò piuttosto veloce già al debutto, tanto che il team inglese lo mise sotto contratto come collaudatore per il 2008, ruolo nel quale fu confermato anche per il 2009.
Nel 2008, in parallelo con questo incarico, Hülkenberg continuò a correre in F3 Euro Series, stavolta vincendo il campionato; prese parte anche al campionato di GP2 Asia Series, finendo sesto nonostante avesse partecipato solo a quattro gare sulle dodici totali. Nel 2009 corse, sempre per il team ART, nel campionato GP2. Nel doppio appuntamento del Nürburgring conquistò la vittoria sia nella gara lunga che in quella sprint; altre vittorie arrivarono nella gara lunga dell'Ungheria e nella sprint di Valencia. Queste vittorie e diversi piazzamenti lo portarono alla vittoria del campionato, battendo il rivale Vitalij Petrov ed eguagliando Lewis Hamilton con la vittoria del titolo al primo anno in categoria.

### Formula 1

#### Il debutto con la Williams (2010)

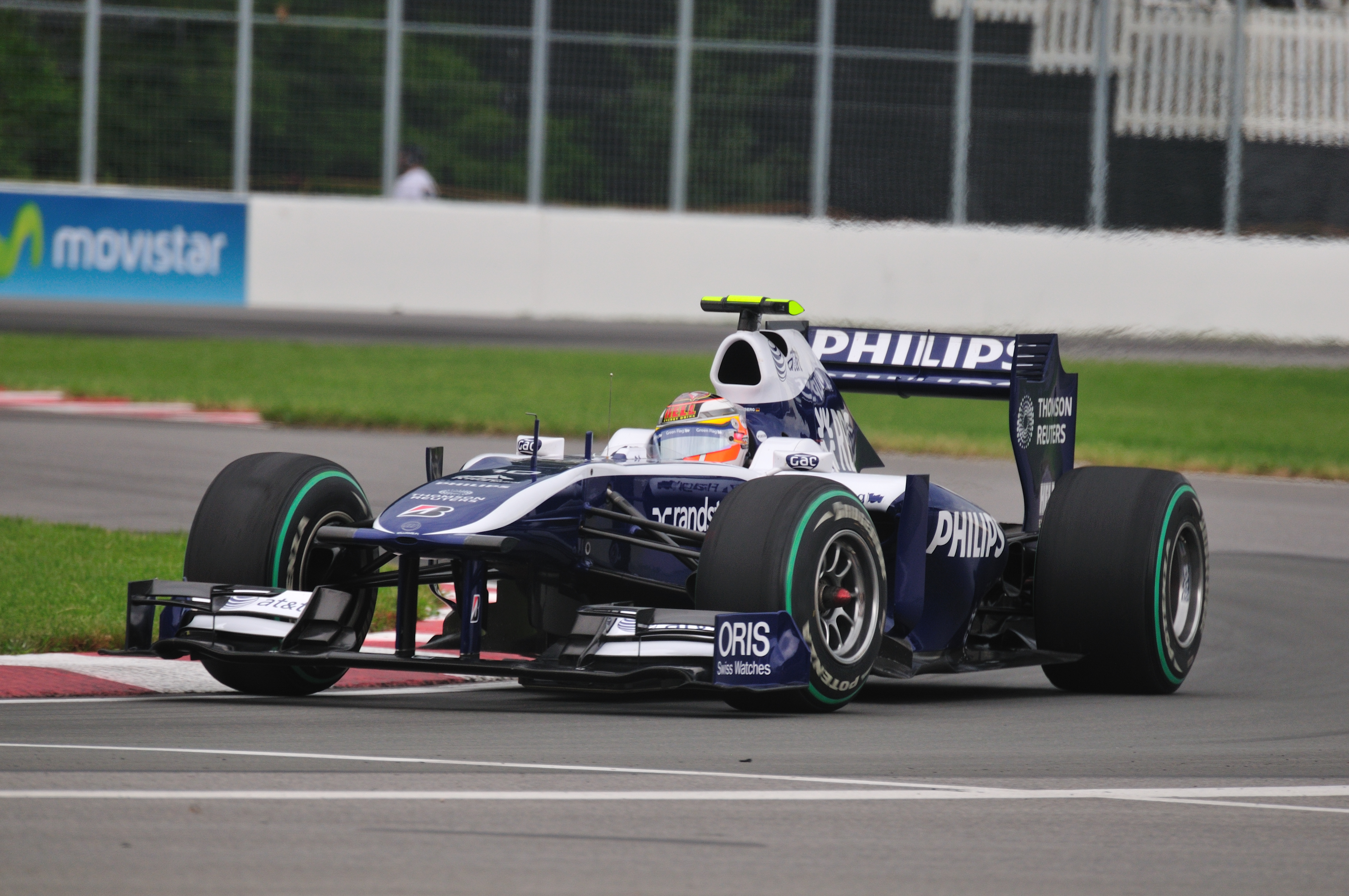
Hülkenberg in Canada nel 2010

Dopo due stagioni come collaudatore, a inizio novembre 2009 la Williams lo promosse pilota titolare, ingaggiandolo al fianco dell'esperto Rubens Barrichello per la stagione 2010. La prima parte del Campionato non fu facile, anche a causa della scarsa competitività della vettura: nelle prime nove gare Hülkenberg conquistò solamente un punto nel Gran Premio della Malesia, nel quale era scattato dalla quinta posizione in griglia di partenza.
Nella seconda metà di stagione il pilota tedesco migliorò nettamente i propri risultati, anche grazie ai sensibili progressi compiuti dalla monoposto. Dopo un altro decimo posto nel Gran Premio di Gran Bretagna, in Ungheria Hülkenberg giunse sesto al traguardo, conquistando il suo miglior risultato della stagione. Il pilota tedesco terminò in zona punti anche a Monza, dove chiuse settimo, a Singapore e in Corea, dove conquistò due decimi posti.
Nel Gran Premio del Brasile, sfruttando le particolari condizioni meteo e la pista che andava rapidamente asciugandosi, il pilota tedesco conquistò la pole position, la sua prima e unica in carriera e la prima per la Williams dal Gran Premio d'Europa 2005. In gara Hülkenberg fu rapidamente sopravanzato da diversi piloti che disponevano di vetture più competitive, dovendosi accontentare dell'ottavo posto finale. Il pilota tedesco chiuse la stagione in quattordicesima posizione, con 22 punti.
Nonostante i buoni risultati ottenuti e le lodi dello stesso Frank Williams, la scuderia inglese non lo confermò per il 2011, preferendogli il venezuelano Pastor Maldonado, fortemente spinto dall'azienda petrolifera statale PDVSA. Inoltre il tedesco rifiutò un'offerta della Virgin Racing.

#### Force India (2011-2012)

##### 2011
Rimasto senza un volante, nel 2011 il pilota tedesco venne ingaggiato dalla Force India come terzo pilota, disputando le prove del venerdì in diversi Gran Premi. Al termine della stagione Hülkenberg venne promosso pilota titolare per il 2012 al fianco di Paul Di Resta.

##### 2012

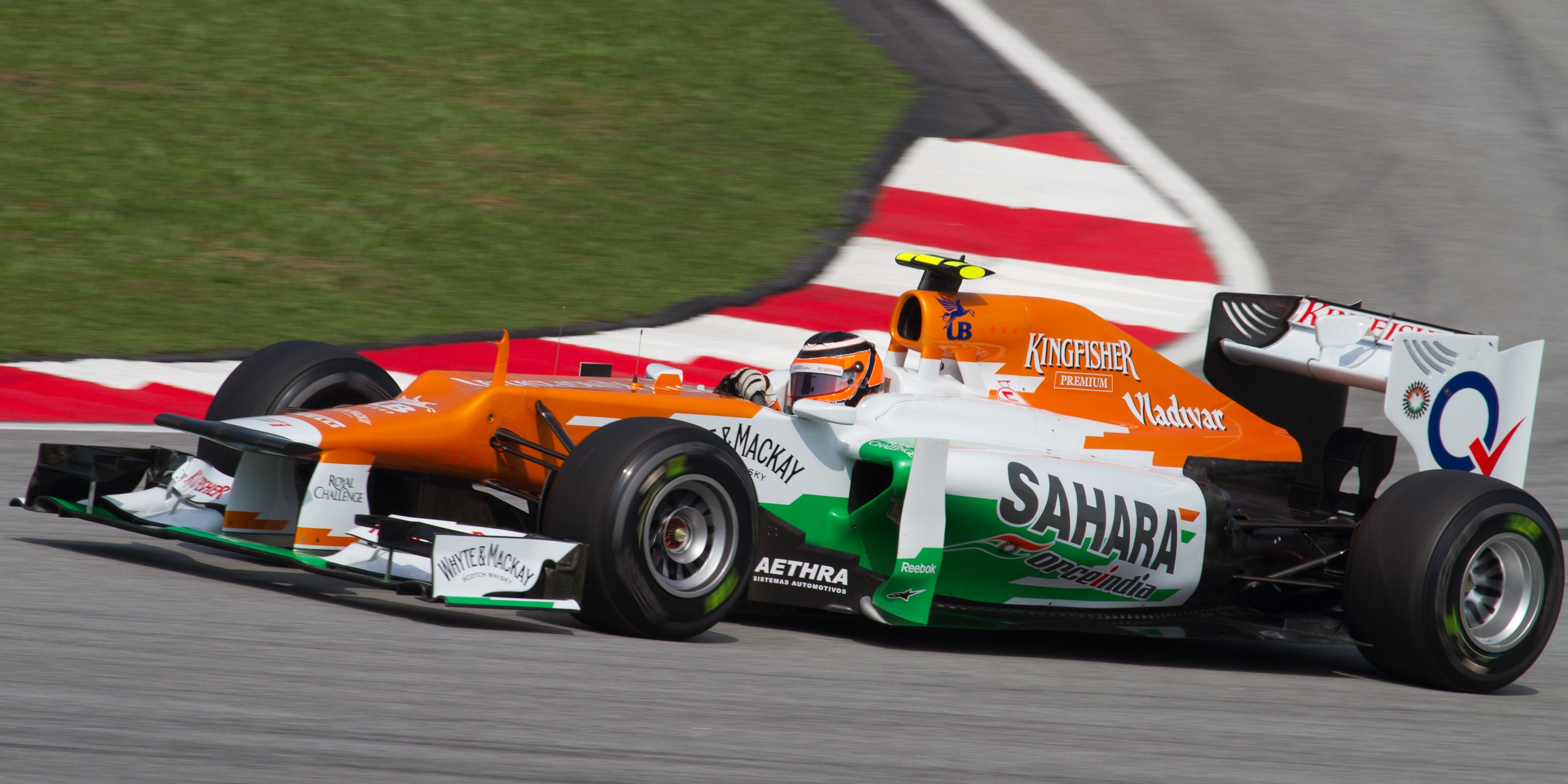
Hülkenberg al Gran Premio della Malesia 2012

Dopo una prima parte di stagione non facile, con soli sette punti conquistati nelle prime sette gare contro i ventuno del compagno di squadra, nel Gran Premio d'Europa tagliò il traguardo in quinta posizione, dopo essere scattato dall'ottavo posto in griglia. Nel Gran Premio del Belgio Hülkenberg migliorò questo piazzamento, chiudendo al quarto posto dopo aver occupato anche la seconda posizione nelle prime fasi di gara.
A Singapore, due gare dopo, il pilota tedesco fece segnare il giro più veloce per la prima volta in carriera, ma tagliò il traguardo solo in quattordicesima posizione. Nei sei Gran Premi rimanenti Hülkenberg arrivò sempre in zona punti, con l'eccezione del Gran Premio di Abu Dhabi, nel quale si ritirò poco dopo il via per un incidente. Nell'ultima gara stagionale, in Brasile, il pilota tedesco fu tra i pochi, insieme a Jenson Button, a non montare gomme da bagnato dopo un breve scroscio di pioggia nelle prime fasi di gara. Ciò gli permise di prendere la testa della corsa, dopo aver sopravanzato proprio il pilota inglese: tuttavia, l'ingresso della safety car annullò il suo vantaggio sul gruppo e un errore di guida gli costò la prima posizione a vantaggio di Lewis Hamilton. Nel tentativo di recuperare la testa della corsa Hülkenberg venne a contatto con Hamilton, venendo penalizzato e tagliando il traguardo in quinta posizione.
Accordatosi con la Sauber per la stagione 2013, il pilota tedesco chiuse il campionato in undicesima posizione, con 63 punti.

#### Sauber (2013)

##### 2013

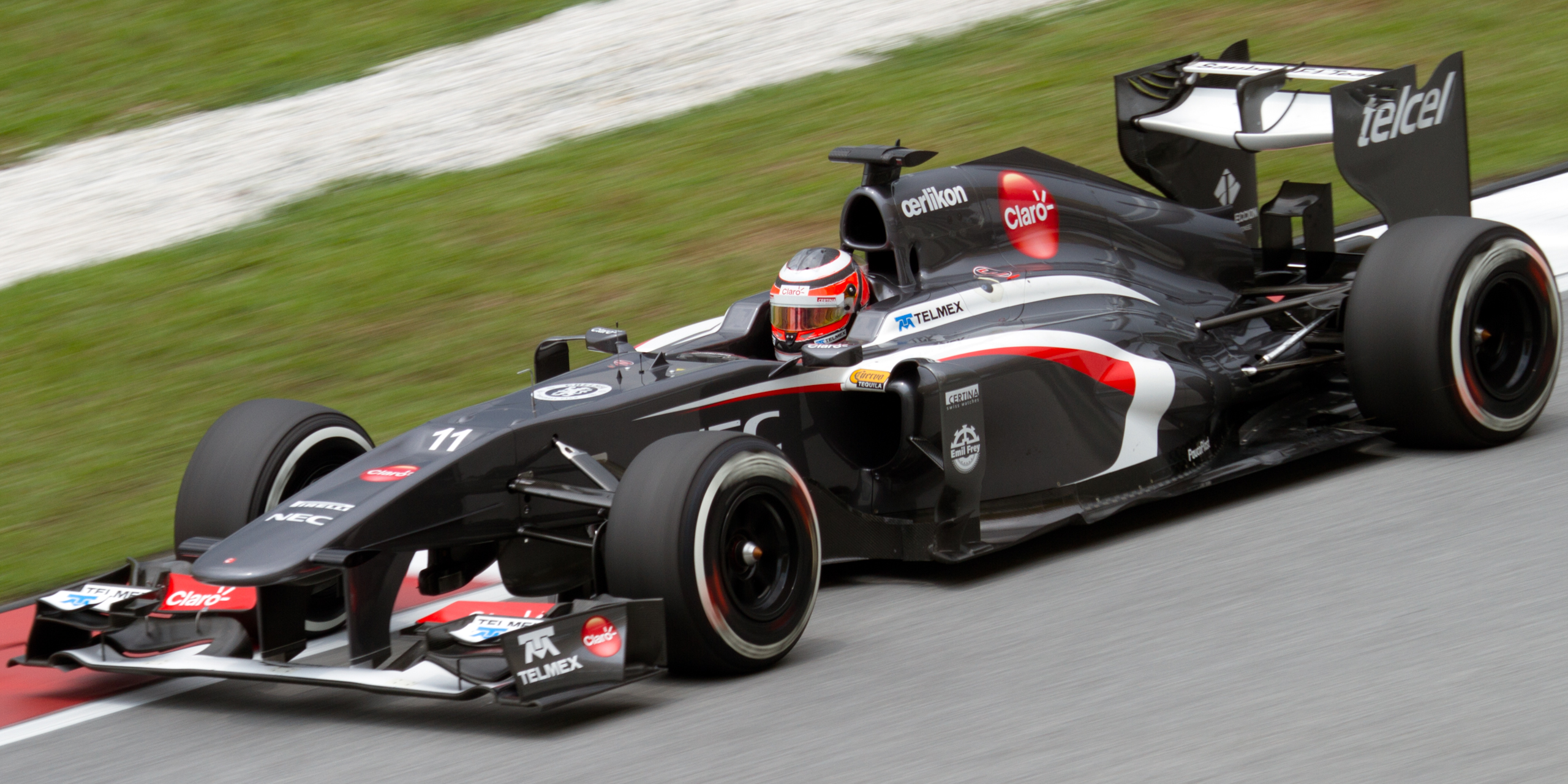
Hülkenberg sulla Sauber al Gran Premio della Malesia 2013.

Nella prima parte di stagione la Sauber non si dimostrò competitiva come nel campionato precedente, relegando il più delle volte Hülkenberg nella seconda metà dello schieramento. Nel Gran Premio d'apertura in Australia il pilota tedesco non riuscì a prendere il via per un problema tecnico, non riuscendo a completare neanche una tornata della gara per la terza volta su tre partecipazioni in carriera. Nel successivo Gran Premio della Malesia Hülkenberg sfruttò le mutevoli condizioni atmosferiche per risalire la classifica, arrivando a occupare la quinta posizione e giungendo ottavo al traguardo.
Dopo aver conquistato un punto nel Gran Premio di Cina, nelle tre gare seguenti il pilota tedesco giunse sempre al traguardo, ma non riuscì a entrare in zona punti.
La svolta della stagione arrivò a Monza, dove, grazie anche a delle migliorie apportate alla monoposto svizzera, Hülkenberg tagliò il traguardo in quinta posizione, dopo essere scattato dalla terza. Da questo momento il pilota tedesco ottenne diversi buoni piazzamenti, tra i quali un quarto posto nel Gran Premio di Corea e due sesti in Giappone e negli Stati Uniti.
Hülkenberg chiuse la stagione al decimo posto nella classifica generale, con 51 punti.
Durante il 2013 il suo nome fu spesso accostato alla Ferrari per sostituire il partente Felipe Massa: dopo un concreto interessamento Stefano Domenicali gli preferì il rientrante Kimi Räikkönen.

#### Il ritorno in Force India (2014-2016)

##### 2014

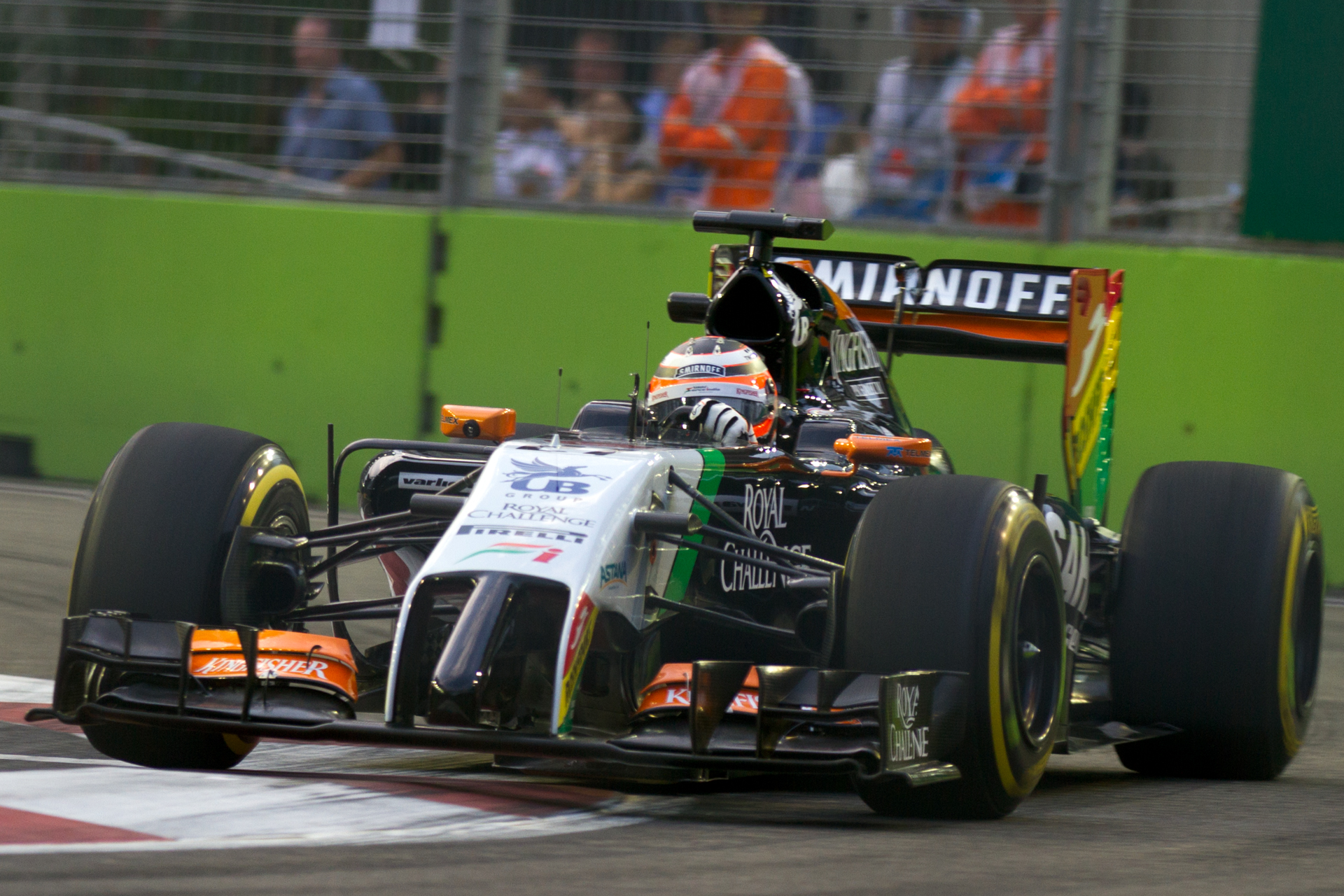
Hülkenberg al Gran Premio di Singapore 2014.

Dopo una buona stagione con la Sauber, in cui vinse nettamente il confronto con il compagno di squadra Gutierrez, Hülkenberg tornò alla Force India per il 2014, trovando al proprio fianco il pilota messicano Sergio Pérez.
La prima parte di stagione fu positiva per il pilota tedesco, che nei primi dieci Gran Premi arrivò sempre a punti, conquistando quattro quinti posti come miglior risultato. La serie si interruppe al Gran Premio d'Ungheria, nel quale Hülkenberg fu costretto al ritiro dopo un contatto con il compagno di squadra.
Nella seconda metà dell'anno la competitività della vettura diminuì e non sempre Hülkenberg fu in grado di lottare per i punti. Dopo essersi ritirato per la seconda volta in stagione nel Gran Premio degli Stati Uniti, in questa occasione per un guasto tecnico, il pilota tedesco chiuse la stagione con un sesto posto nel Gran Premio di Abu Dhabi, conquistando il nono posto in classifica generale con 96 punti. I buoni risultati ottenuti gli valsero comunque la conferma per il 2015, sempre a fianco di Pérez.

##### 2015

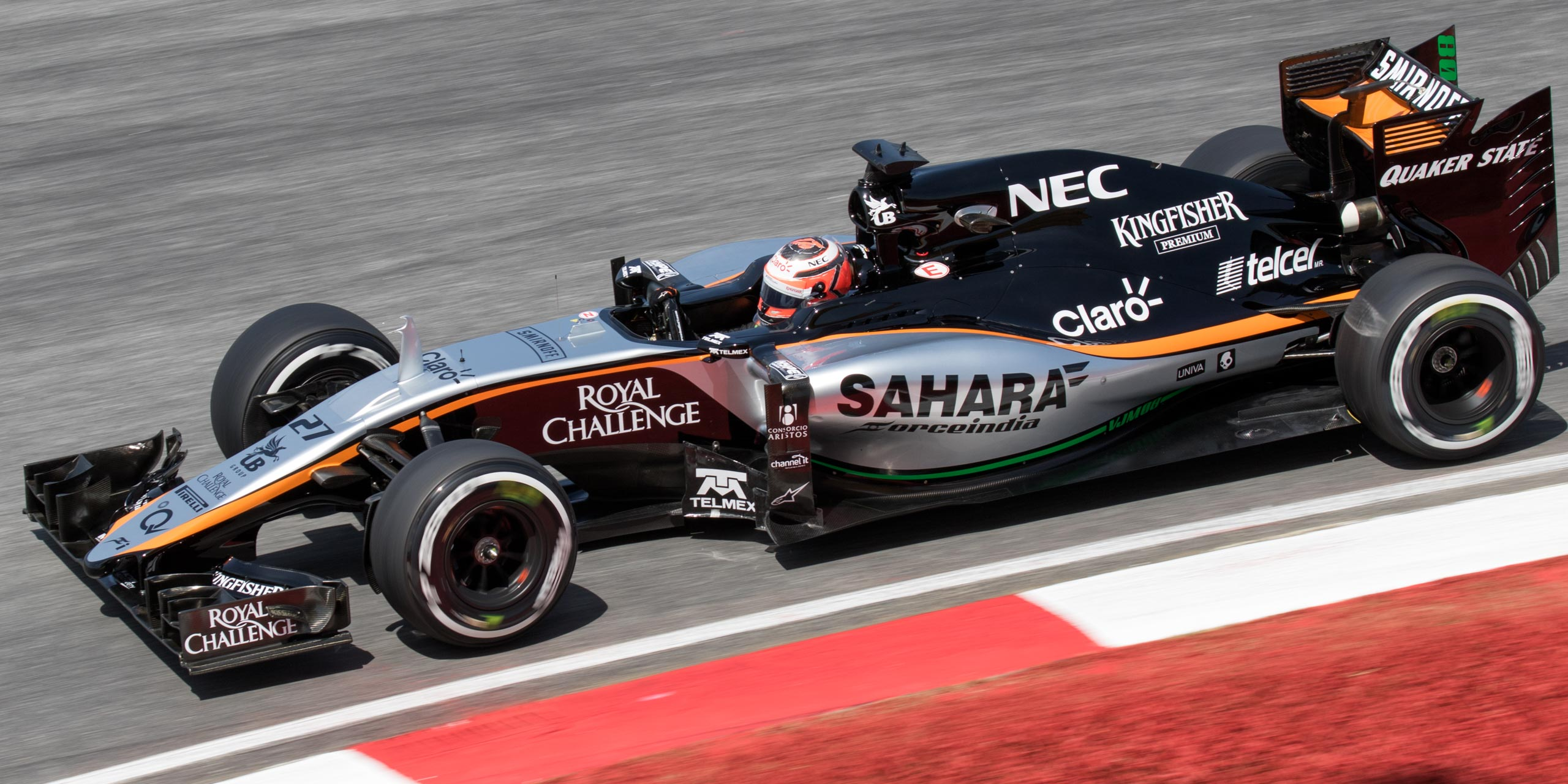
Hülkenberg in Malesia.

L'inizio della stagione 2015 si rivelò invece piuttosto difficile per la Force India: a causa di alcuni problemi economici, dovuti sia all'aumento dei costi per competere in Formula 1 che a guai finanziari del patron Mallya, i lavori per la progettazione della nuova vettura andavano a rilento e la nuova VJM08 venne portata in pista solo in occasione dell'ultima sessione di test invernali. Nonostante i pochi chilometri accumulati, nel primo Gran Premio della stagione, in Australia, Hülkenberg riuscì comunque a far segnare punti, approfittando dei molti ritiri per tagliare il traguardo in settima posizione. Nei tre Gran Premi successivi, però, il pilota tedesco non riuscì a ripetersi e terminò sempre fuori dai primi dieci. Solamente nel Gran Premio del Canada fu in grado di piazzarsi in ottava posizione dopo essere scattato settimo.
A partire dal Gran Premio d'Austria si verificò una netta inversione di tendenza: grazie a un nuovo pacchetto aerodinamico, che anticipava una versione aggiornata della monoposto che avrebbe debuttato in Gran Bretagna, Hülkenberg riuscì a qualificarsi quinto e finì sesto, miglior risultato stagionale. Con la versione B della VJM08, Hülkenberg riuscì a ripetersi anche in Giappone e Brasile, andando a punti con maggior costanza, nonostante in alcune occasioni si fosse reso protagonista di alcuni incidenti, tra cui quello con Felipe Massa a Singapore che gli costò da parte dei commissari una penalizzazione di tre posizioni da scontare nella corsa seguente. Concluse la stagione con un settimo posto ad Abu Dhabi e chiuse decimo nella classifica generale, dietro al compagno di squadra.

##### 2016

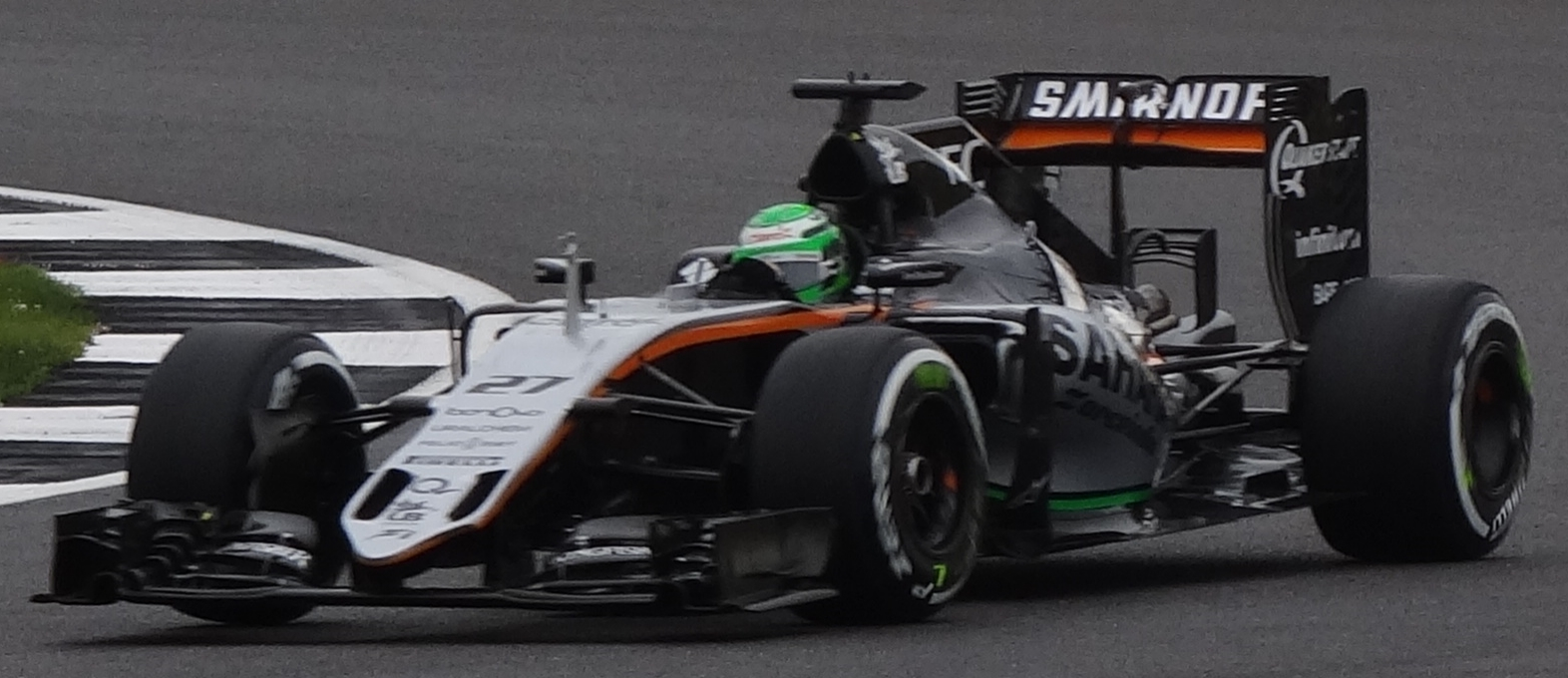
Hülkenberg a Silverstone.

Nel 2016 Hülkenberg aprì la stagione con un settimo posto in Australia. Nelle quattro gare seguenti il pilota tedesco non conquistò risultati positivi: fece segnare due quindicesimi posti e due ritiri, pur marcando il giro veloce nel Gran Premio di Cina. La situazione migliorò nel Gran Premio di Monaco, chiuso in sesta posizione. Anche nelle gare seguenti Hülkenberg giunse a punti, conquistando un ottavo posto in Canada e in Azerbaigian; tuttavia, nella seconda occasione fu messo in ombra dal compagno di squadra Pérez, autore della seconda prestazione in qualifica e terzo al traguardo.
Nel successivo Gran Premio d'Austria il pilota tedesco fece segnare la terza migliore prestazione in qualifica, potendo scattare dalla prima fila per via di una penalità inflitta all'autore del secondo tempo Nico Rosberg. La gara, tuttavia, fu compromessa da problemi di assetto, che causavano un'eccessiva usura delle gomme; Hülkenberg fu poi costretto al ritiro per problemi ai freni nelle fasi finali di gara, mentre era nelle retrovie, venendo comunque classificato diciannovesimo. Nelle tre gare seguenti il pilota tedesco tornò a segnare punti, cogliendo due settimi e un decimo posto. Il 13 ottobre 2016 venne annunciato il suo passaggio alla Renault per la stagione 2017; nel successivo Gran Premio del Belgio Hülkenberg colse il miglior risultato stagionale, giungendo quarto al traguardo. Nelle gare rimanenti il pilota tedesco giunse stabilmente a punti, con l'eccezione di due ritiri per incidente nelle prime fasi di gara a Singapore ed Austin. Hülkenberg eguagliò il proprio miglior piazzamento in classifica assoluta, chiudendo la stagione al nono posto con 72 punti.

#### Renault (2017-2019)

##### 2017

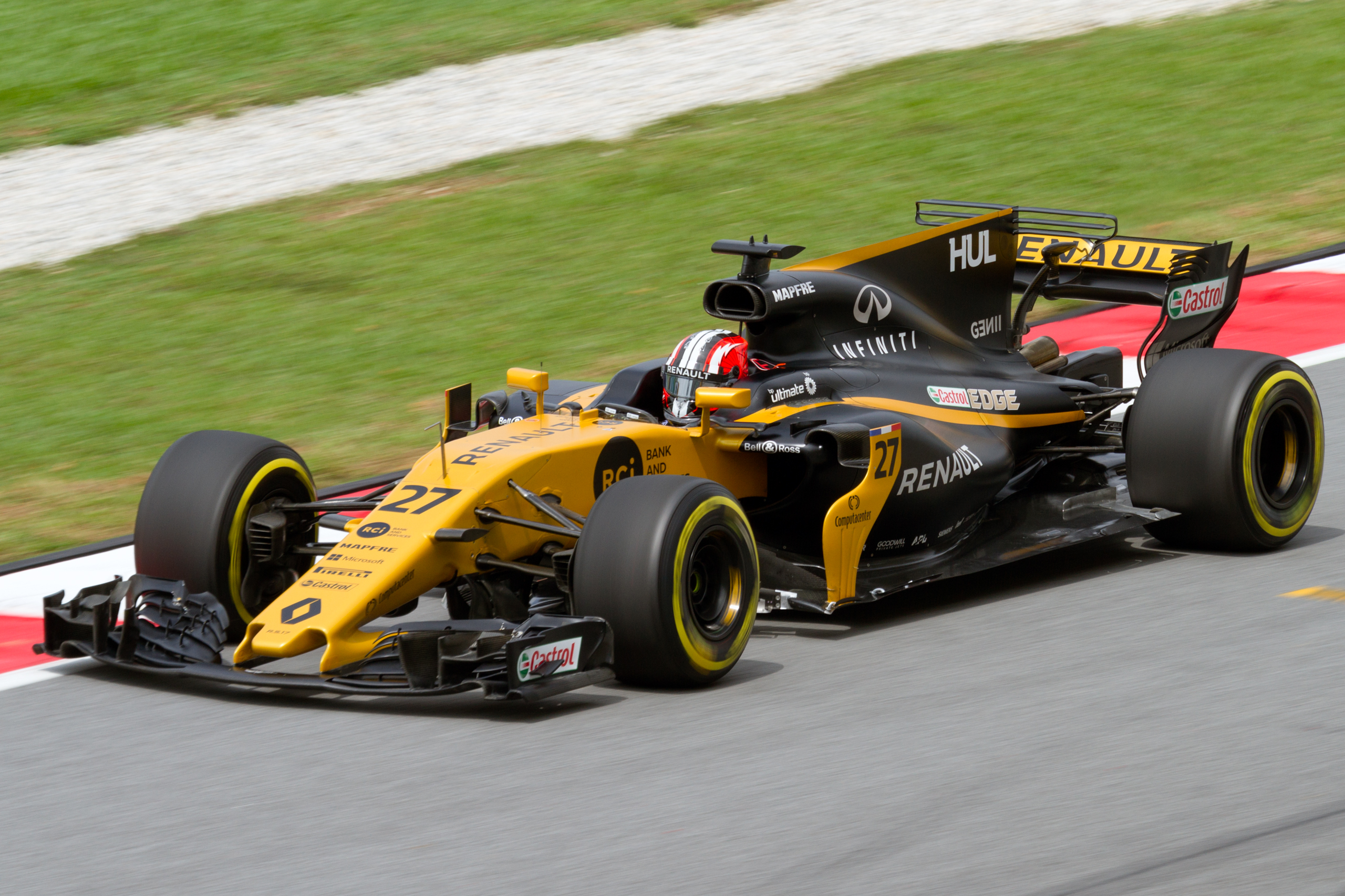
Hülkenberg al Gran Premio d'Austria 2017.

Per il 2017 Hülkenberg si schierò con la Renault, al fianco del britannico Jolyon Palmer. Il debutto stagionale, in Australia, fu piuttosto negativo per Hülkenberg, che rimase escluso dal gruppo dei primi dieci in qualifica e si classificò undicesimo e fuori dai punti in gara. Nei seguenti Gran Premi di Cina e Bahrein il pilota tedesco ottenne dei buoni risultati in qualifica, facendo segnare in entrambe le occasioni il settimo tempo, ma non riuscì a confermare questa competitività in gara. A Shanghai, infatti, il pilota della Renault chiuse dodicesimo, mentre a Sakhir Hülkenberg, pur perdendo posizioni rispetto alla qualifica, conquistò i primi punti stagionali per sé e per la scuderia giungendo nono al traguardo.
Hülkenberg migliorò questo risultato nei successivi Gran Premi di Russia e Spagna, nei quali chiuse rispettivamente in ottava e sesta posizione. Questi risultati utili furono seguiti da una serie di gare più difficili: a Monaco il pilota tedesco si ritirò nelle prime fasi di gara per un problema tecnico, mentre all'ottavo posto conquistato nel Gran Premio del Canada seguirono un altro ritiro in Azerbaigian (per incidente, mentre occupava la quinta posizione) e un piazzamento fuori dai punti in Austria.
A Silverstone la Renault portò degli importanti aggiornamenti alla monoposto, tra i quali un nuovo fondo. Hülkenberg disputò il miglior Gran Premio della stagione per sé e per la scuderia, qualificandosi e chiudendo la gara al sesto posto. Il successivo Gran Premio d'Ungheria fu meno positivo: penalizzato di cinque posizioni sulla griglia di partenza per la sostituzione del cambio, il pilota tedesco perse ulteriore tempo per un cambio gomme lento e fu coinvolto in un contatto con Kevin Magnussen nelle fasi finali di gara mentre contendeva al pilota danese l'undicesima posizione, ritirandosi infine negli ultimi giri per un problema tecnico.
Hülkenberg tornò a punti nel successivo Gran Premio del Belgio, nel quale conquistò il terzo sesto posto stagionale. Nelle sei gare seguenti, però, il pilota tedesco non riuscì a ripetersi, cogliendo quattro ritiri per problemi tecnici e due arrivi fuori dai punti. Hülkenberg chiuse la stagione con un decimo posto nel Gran Premio del Brasile e un sesto posto nel Gran Premio di Abu Dhabi, risultati che lo fecero risalire alla decima posizione della classifica finale, con 43 punti.

##### 2018

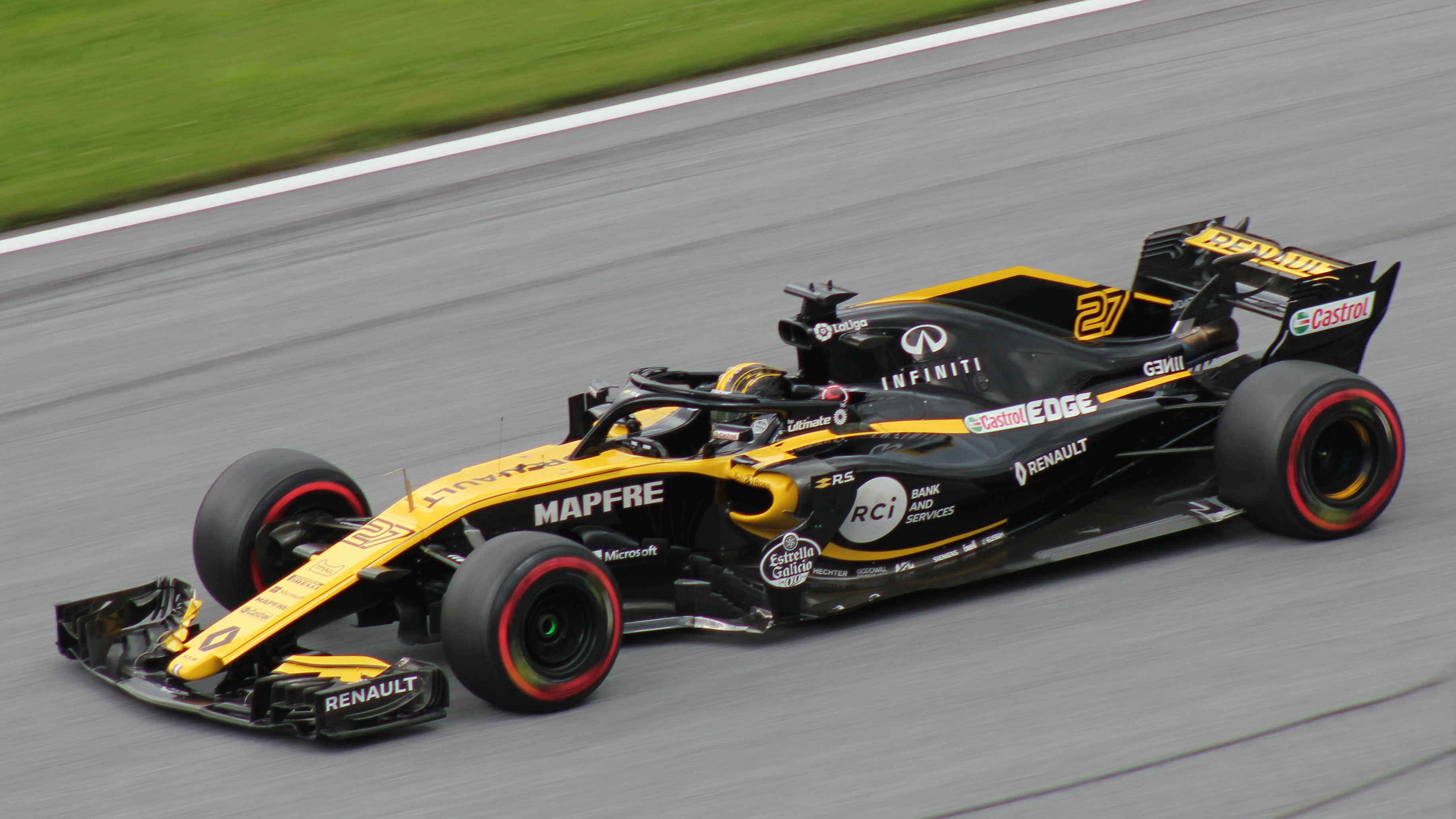
Hülkenberg al Gran Premio d'Austria 2018.

Confermato alla Renault per il 2018, Hülkenberg fu affiancato da Carlos Sainz Jr., che aveva già sostituito Palmer nelle ultime gare della stagione precedente.
Il pilota tedesco aprì la stagione con una serie di tre risultati utili consecutivi, cogliendo un settimo e due sesti posti. La serie si interruppe nel Gran Premio di Azerbaigian, nel quale, come l'anno precedente, Hülkenberg si ritirò dopo un incidente. Per la stessa ragione si dovette ritirare anche nel successivo Gran Premio di Spagna, quando fu coinvolto in una collisione con Romain Grosjean nelle prime fasi di gara: il pilota francese fu ritenuto pienamente responsabile per lo scontro e penalizzato.
Nel Gran premio di Monaco, dopo una qualifica deludente che non lo vide centrare la Q3, fu protagonista di una buona rimonta in gara fino all'ottavo posto. In Canada centrò il settimo posto in qualifica e in gara, confermandosi "primo degli altri" dopo i 6 piloti dei 3 top team. Nel Gran Premio di Francia, gara di casa della Renault, giunse nono, dietro al compagno di squadra Sainz. Dopo un altro ritiro nel Gran Premio d'Austria e un sesto posto nel Gran Premio di Gran Bretagna, ottenne il miglior risultato della stagione nel Gran Premio di Germania, dove colse il quinto posto. Le tre gare successive non furono altrettanto felici: nel Gran Premio d'Ungheria concluse fuori dalla zona punti, dodicesimo, mentre nel Gran Premio del Belgio si rese protagonista di un'ingenuità alla prima curva subito dopo la partenza, ritardando oltremodo la frenata e andando così a tamponare la McLaren di Fernando Alonso, che a sua volta impattò violentemente con la Sauber di Leclerc. I tre piloti furono costretti al ritiro, mentre rimasero pesantemente danneggiate anche le vetture di Ricciardo e Räikkönen. Il tedesco, responsabile dell'accaduto, venne penalizzato di 10 posizioni sulla linea di partenza in occasione del successivo Gran Premio d'Italia, che concluse in tredicesima posizione. Dopo tre gare di fila senza punti, arrivò decimo in occasione del Gran Premio di Singapore. Nel finale di campionato ottenne due sesti posti consecutivi ad Austin e in Messico, concludendo la stagione al settimo posto in classifica nonostante ben sette ritiri, totalizzando 69 punti.

##### 2019

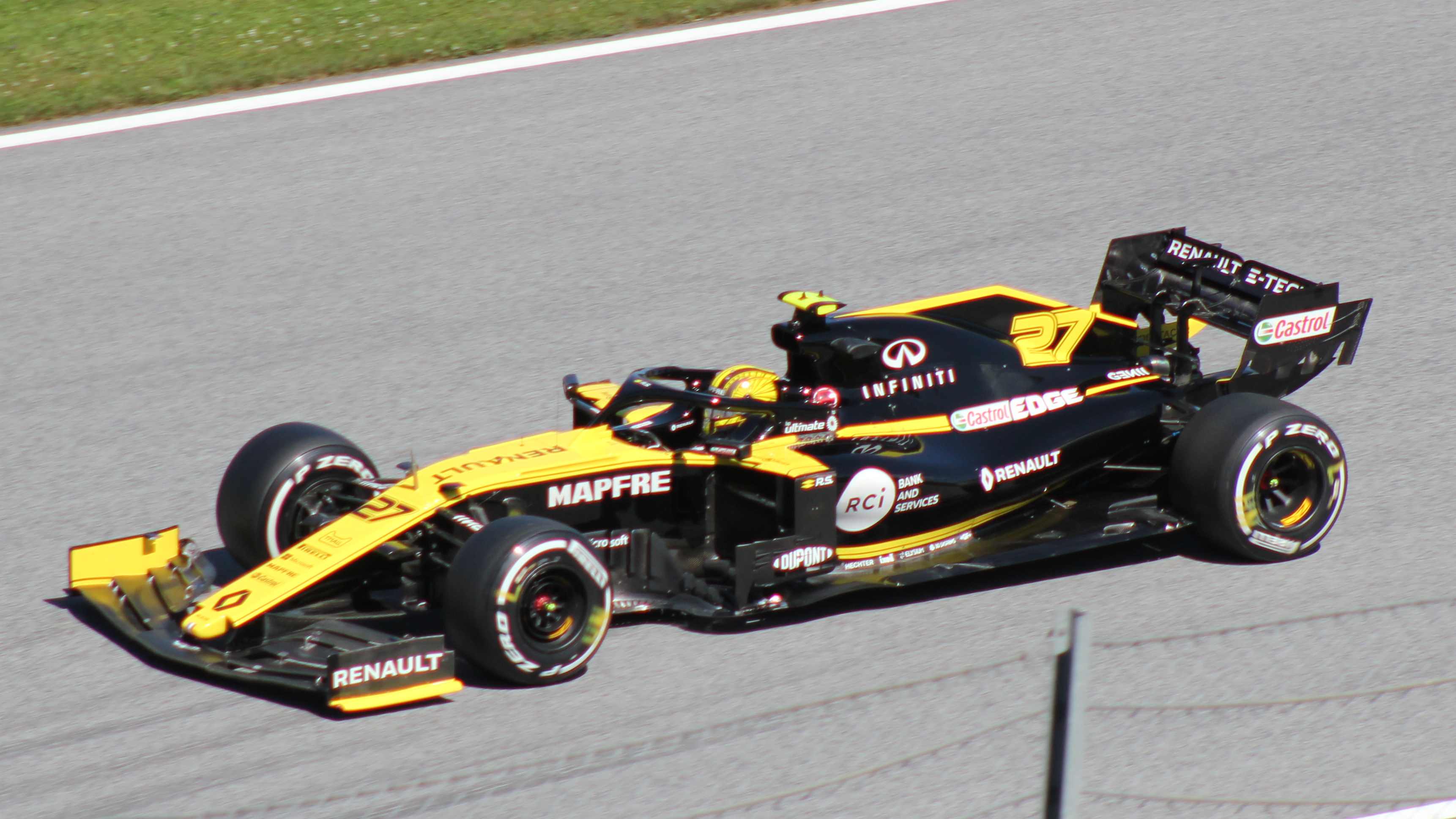
Hülkenberg al Gran Premio d'Austria 2019.

Il tedesco, rimasto nella scuderia francese anche nel 2019, esordì conquistando per la quarta volta il 7º posto in Australia. Nelle successive cinque gare Hülkenberg non portò a casa punti, tornando nella top 10 nel Gran Premio del Canada e in Francia. Dopo aver conquistato un solo punto nelle quattro gare che precedevano la sosta estiva, Nico si riprese leggermente nella seconda parte di stagione, andando a punti dal Gran Premio del Belgio al Gran Premio di Russia, portando a casa anche un ottimo quinto posto in Italia. In Giappone giunse decimo ma, fu squalificato insieme al suo compagno Daniel Ricciardo per aver infranto il regolamento sportivo a causa di un sistema frenante automatico non conforme al regolamento. Arrivò decimo in Messico e nono negli Stati Uniti, mentre in Brasile e ad Abu Dhabi non conquistò alcun punto, piazzandosi rispettivamente 15° e 12°, concludendo l'annata in 14ª posizione con 37 lunghezze, 32 in meno rispetto al 2018.
Dato l'annuncio di Esteban Ocon in Renault per il 2020 e la conferma di Ricciardo, Nico Hülkenberg rimase senza sedile dopo otto stagioni consecutive.

#### Gli anni da terzo pilota per Racing Point, Aston Martin e Mercedes (2020-2022)

##### 2020
Il 31 luglio 2020, a seguito della positività di Sergio Pérez al SARS-CoV-2, venne scelto dalla Racing Point come sostituto del pilota messicano al fianco di Lance Stroll nel Gran Premio di Gran Bretagna, a cui però non riuscì a partecipare a causa di problemi al motore. Venne confermato anche nel successivo Gran Premio del 70º Anniversario, dove chiuse settimo dopo aver ottenuto un terzo posto in griglia.
A causa dell'indisponibilità di Lance Stroll per lo stesso motivo, Hülkenberg venne ancora chiamato in extremis dalla Racing Point per partecipare al Gran Premio dell'Eifel, che concluse anche questa volta a punti, arrivando ottavo dopo essere partito dalla ventesima ed ultima posizione. Chiuse il campionato in quindicesima posizione assoluta, con 10 punti.

##### 2021
Dopo le prestazioni nei tre Gran Premi nel 2020 con la Racing Point, il team, diventato Aston Martin, decise di confermarlo come pilota di riserva e collaudatore per tutta la stagione 2021. Oltre all'ingaggio con l'Aston Martin, Hülkenberg siglò un contratto anche con la Mercedes, mettendosi a disposizione della scuderia nei week-end nei quali gli altri due piloti di riserva, Stoffel Vandoorne e Nyck de Vries, erano impegnati nelle gare di Formula E.

##### 2022
Nel 2022 continua a ricoprire il ruolo di terzo pilota per l’Aston Martin e torna nuovamente in pista per sostituire Sebastian Vettel, risultato positivo al SARS-CoV-2, nei primi due appuntamenti della stagione in Bahrein e in Arabia Saudita. In tali gare, al volante di una vettura poco competitiva, si classifica rispettivamente 17º e 12º.

#### Il ritorno da titolare a tempo pieno con la Haas (2023-2024)

##### 2023
Nel novembre 2022, la Haas annuncia l'ingaggio del pilota tedesco per la stagione 2023. Al Gran Premio d'Australia, il tedesco ritrova la zona punti per la prima volta dal 2020 arrivando in settima posizione al traguardo. In qualifica del Gran Premio del Canada ottiene un inaspettato secondo posto dietro a Max Verstappen, ma per colpa della penalità è costretto a partire dalla quinta posizione. Nella prima parte della stagione riesce a tornare a punti nella Sprint race d'Austria dove chiude in sesta posizione.
Durante la pausa estiva il pilota tedesco assieme a Kevin Magnussen, suo compagno di team, vengono confermati da Günther Steiner per la stagione 2024.
Nella seconda parte della stagione le prestazioni della vettura calano rispetto gli avversarsi e, il pilota tedesco non riesce più a raggiungere la zona punti sfiorandola solo in diverse occasioni come nel Gran Premio degli Stati Uniti d'America dove arriva undicesimo. Chiude la stagione con nove punti all'attivo e finisce in sedicesima posizione in classifica finale.

##### 2024

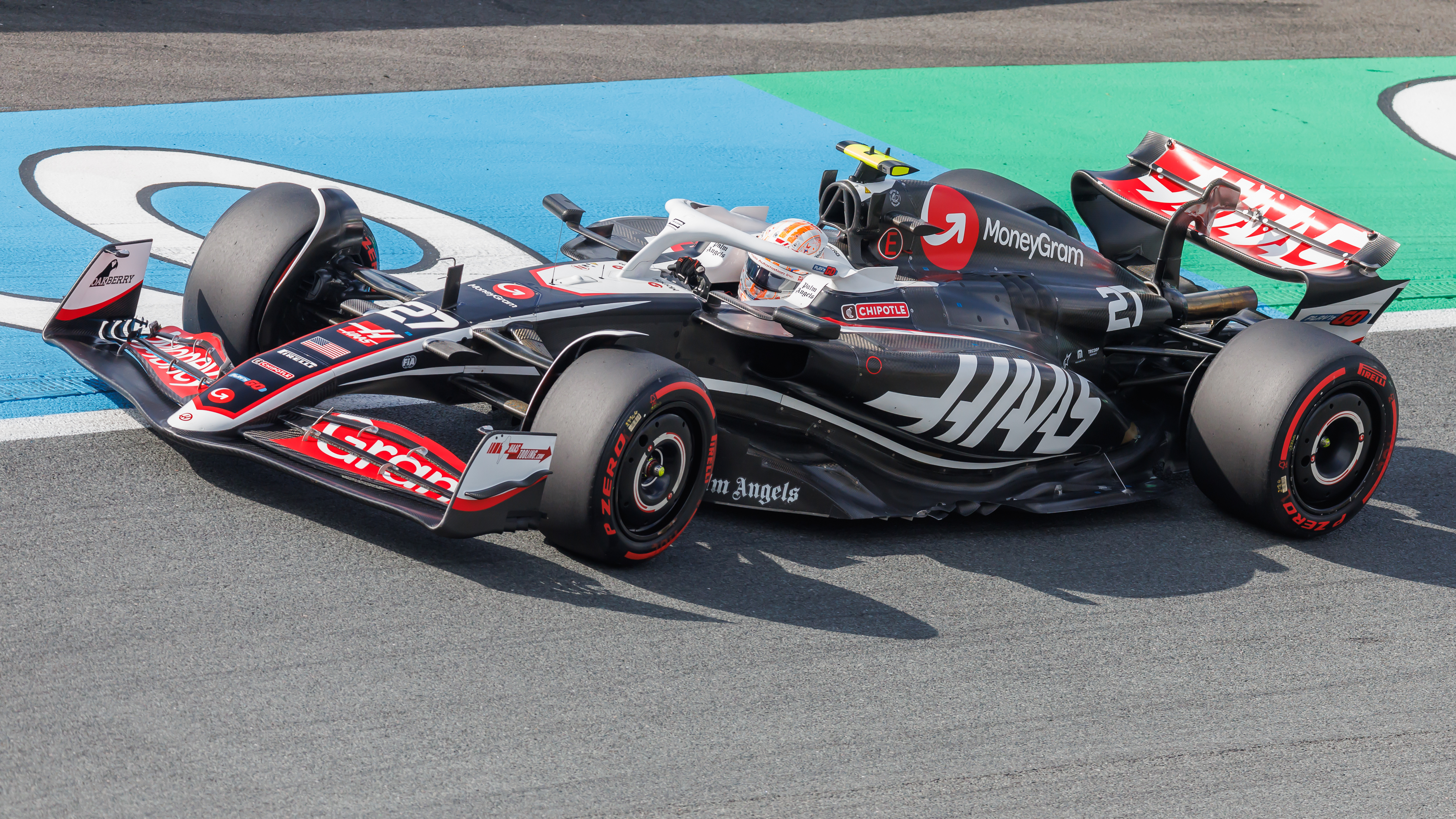
Hülkenberg durante il Gran Premio d'Olanda 2024.

La stagione 2024 inizia bene per Hülkenberg, con il pilota tedesco che, dopo un sedicesimo posto nella gara d'esordio, riesce ad andare in zona punti sia in Arabia Saudita che in Australia, tagliando il traguardo rispettivamente in decima e nona posizione. In Giappone chiude a ridosso della zona punti, che ritrova nel successivo appuntamento in Cina chiudendo decimo. Va a punti nella Sprint di Miami terminando settimo, ma in gara chiude undicesimo. Nei successivi quattro appuntamenti, chiude la gara per tre volte in undicesima posizione mentre si ritira a Monaco.
Ritrova la zona punti al Gran Premio d'Austria dove riesce a chiudere la gara in una straordinaria sesta posizione, riuscendo a difendersi negli ultimi giri dall'attacco di Sergio Pérez, segnando grazie all'ottavo posto di Magnussen, il miglior weekend per la squadra statunitense dal Gran Premio d'Austria 2022. Chiude in sesta posizione anche in Gran Bretagna, conquistando punti importanti sia per sé stesso che per la squadra. Nei cinque successivi appuntamenti non riesce ad andare in zona punti, mentre a Singapore chiude nono. Ad Austin chiude ottavo e a punti nella Sprint, riuscendo a replicare il risultato anche alla domenica. Chiude a punti anche in Messico, in nona posizione.
Nella gara del Brasile, si blocca in pista alla prima curva venendo aiutato dai marshal, ma in seguito riesce a rimettere in moto la vettura e riparte. La pratica è vietata da regolamento e viene di conseguenza squalificato durante la gara, per la prima volta dal Gran Premio del Canada 2007 quando vennero squalificato Giancarlo Fisichella e Felipe Massa. Chiude in ottava posizione a Las Vegas, mentre in Qatar va a punti nella Sprint ma non in gara dove è costretto al ritiro. Nell'ultimo appuntamento stagionale ad Abu Dhabi chiude ottavo preceduto da Pierre Gasly, che riesce così a scavalcarlo nella Classifica Piloti con il tedesco che termina così in undicesima posizione con 41 punti ottenuti.

#### Il ritorno in Sauber e il primo podio (2025-)

##### 2025
Il 26 aprile 2024, Hülkenberg annuncia l'addio al team americano a fine stagione e poco dopo viene ufficializzato il passaggio alla Sauber con un contratto per le successive due stagioni, l'ultima delle quali dove il team diventerà Audi.
Inizia la stagione cogliendo un settimo posto nella prima gara in Australia sfruttando le condizioni mutevoli della pista. Nelle successive gare, complice anche una vettura poco competitiva, non coglie piazzamenti di rilievo ma viene squalificato per la terza volta in carriera in Bahrein per un consumo irregolare del fondo.
Dal Gran Premio di Spagna il pilota tedesco riesce a piazzarsi con regolarità nei punti, nel succitato appuntamento colse il quinto posto iridato dopo aver passato nei giri finali Lewis Hamilton; coglie poi un ottavo posto in Canada ed un nono in Austria. Il vero exploit arriva in Gran Bretagna dove ottiene il suo primo podio in carriera, regalando il miglior risultato nonché il primo podio per il team elvetico dal terzo posto di Kamui Kobayashi nel Gran Premio del Giappone 2012.

### Endurance

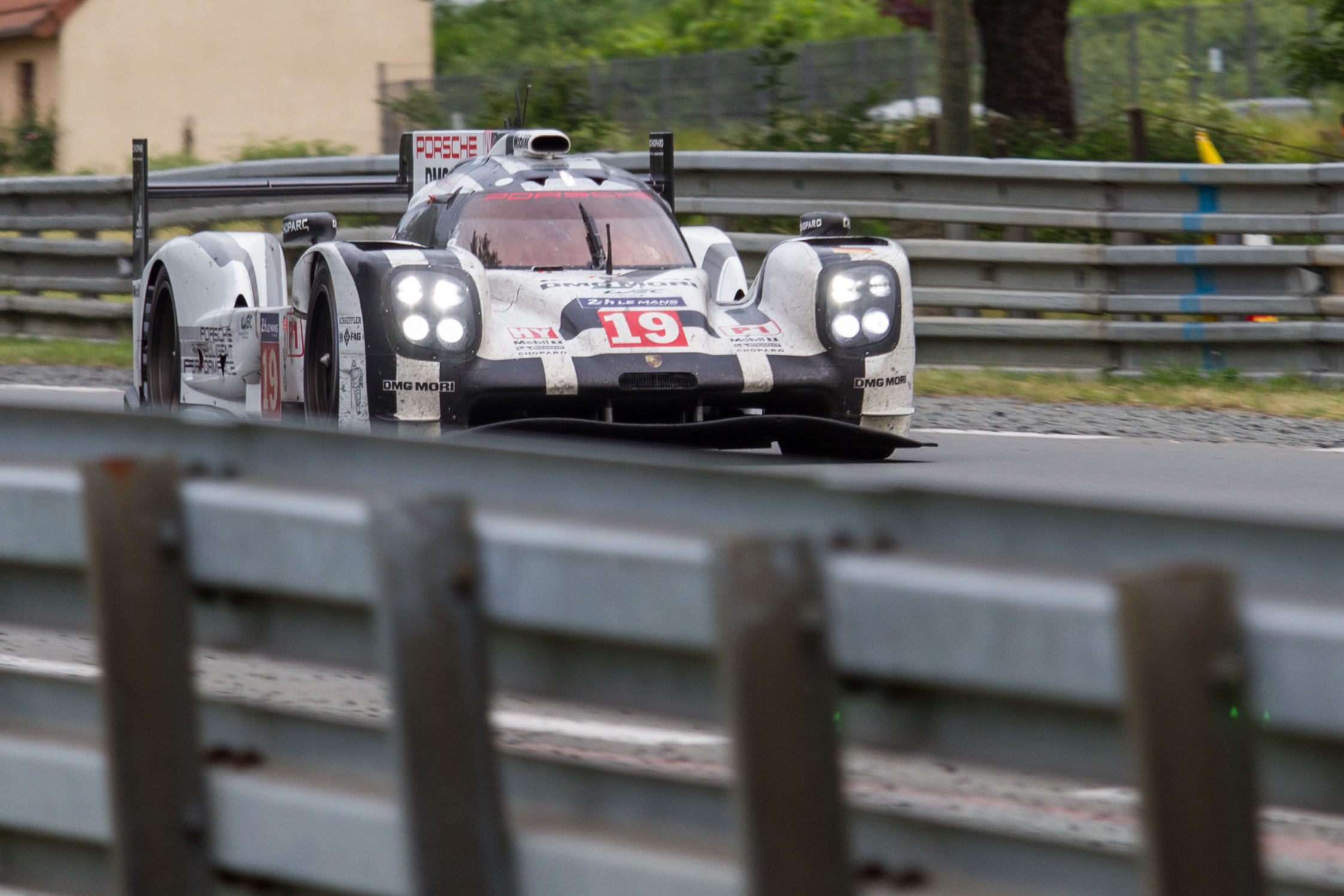
La Porsche 919 Hybrid vincitrice alla 24 Ore di Le Mans.

Nel 2015, contemporaneamente alla Formula 1, Hülkenberg prese parte a due gare del WEC a bordo della terza Porsche 919 ufficiale, affiancato da Nick Tandy e Earl Bamber. Fece il suo debutto alla 6 Ore di Spa-Francorchamps, dove ottenne una buona prima fila, ma in gara fu solo sesto, a causa di un incidente durante un doppiaggio mentre alle guida c'era Tandy. A pochi giorni di distanza dalla gara canadese di F1 tornò a gareggiare nel WEC, dove colse un importante successo: il pilota tedesco vinse infatti all'esordio la 24 Ore di Le Mans, sempre in equipaggio con Tandy e Bamber.

### IndyCar
Nel ottobre del 2021 Hülkenberg partecipa ai suoi primi test in IndyCar con il team Arrow McLaren SP.

### Altri sport
Nel 2022 Hülkenberg fonda il team 27X (di cui sarà anche team principal) per competere nella stagione inaugurale del Campionato ESkootr Championship (corse con Monopattini elettrici).

## Risultati

### Risultati completi in carriera

#### Riepilogo
| Stagione  | Categoria                             | Team                  | Gare                      | Pole                      | GPV                       | Vittorie                  | Podi                      | Punti                     | Pos.                      |
| --------- | ------------------------------------- | --------------------- | ------------------------- | ------------------------- | ------------------------- | ------------------------- | ------------------------- | ------------------------- | ------------------------- |
| 2005      | Formula BMW ADAC                      | Josef Kaufmann Racing | 20                        | 8                         | 6                         | 9                         | 14                        | 287                       | 1º                        |
| 2006      | Formula 3 tedesca                     | Josef Kaufmann Racing | 18                        | 3                         | 5                         | 1                         | 6                         | 78                        | 5º                        |
| 2006      | V de V Proto Challenge                | Griffith's            | 2                         | 2                         | ?                         | 1                         | 1                         | 50                        | 17º                       |
| 2006-2007 | A1 Grand Prix                         | A1 Team Germany       | 20                        | 3                         | 5                         | 9                         | 13                        | N/A                       | N/A                       |
| 2007      | F3 Euro Series                        | Team ASM Formule 3    | 20                        | 2                         | 3                         | 4                         | 8                         | 72                        | 3º                        |
| 2008      | F3 Euro Series                        | ART Grand Prix        | 20                        | 6                         | 7                         | 7                         | 8                         | 85                        | 1º                        |
| 2008-2009 | GP2 Asia Series                       | ART Grand Prix        | 4                         | 2                         | 1                         | 1                         | 2                         | 27                        | 6º                        |
| 2009      | GP2 Series                            | ART Grand Prix        | 20                        | 3                         | 6                         | 5                         | 5                         | 100                       | 1º                        |
| 2010      | Formula 1                             | Williams F1           | 19                        | 1                         | 0                         | 0                         | 0                         | 22                        | 14º                       |
| 2011      | Formula 1                             | Force India           | Terzo pilota              | Terzo pilota              | Terzo pilota              | Terzo pilota              | Terzo pilota              | Terzo pilota              | Terzo pilota              |
| 2012      | Formula 1                             | Force India           | 20                        | 0                         | 1                         | 0                         | 0                         | 63                        | 11º                       |
| 2013      | Formula 1                             | Sauber                | 18                        | 0                         | 0                         | 0                         | 0                         | 51                        | 10º                       |
| 2014      | Formula 1                             | Force India           | 19                        | 0                         | 0                         | 0                         | 0                         | 96                        | 9º                        |
| 2015      | Formula 1                             | Force India           | 18                        | 0                         | 0                         | 0                         | 0                         | 52                        | 10º                       |
| 2015      | Campionato del mondo endurance - LMP1 | Porsche Team          | 2                         | 0                         | 0                         | 1                         | 1                         | 58                        | 9º                        |
| 2016      | Formula 1                             | Force India           | 21                        | 0                         | 1                         | 0                         | 0                         | 72                        | 9º                        |
| 2017      | Formula 1                             | Renault               | 20                        | 0                         | 0                         | 0                         | 0                         | 43                        | 10º                       |
| 2018      | Formula 1                             | Renault               | 21                        | 0                         | 0                         | 0                         | 0                         | 69                        | 7º                        |
| 2019      | Formula 1                             | Renault               | 21                        | 0                         | 0                         | 0                         | 0                         | 37                        | 14º                       |
| 2020      | Formula 1                             | Racing Point          | 2                         | 0                         | 0                         | 0                         | 0                         | 10                        | 15º                       |
| 2021      | Formula 1                             | Mercedes-AMG          | Terzo pilota              | Terzo pilota              | Terzo pilota              | Terzo pilota              | Terzo pilota              | Terzo pilota              | Terzo pilota              |
| 2021      | Formula 1                             | Aston Martin          | Terzo pilota/Collaudatore | Terzo pilota/Collaudatore | Terzo pilota/Collaudatore | Terzo pilota/Collaudatore | Terzo pilota/Collaudatore | Terzo pilota/Collaudatore | Terzo pilota/Collaudatore |
| 2022      | Formula 1                             | Aston Martin          | 2                         | 0                         | 0                         | 0                         | 0                         | 0                         | 22º                       |
| 2023      | Formula 1                             | Haas                  | 22                        | 0                         | 0                         | 0                         | 0                         | 9                         | 16º                       |
| 2024      | Formula 1                             | Haas                  | 24                        | 0                         | 0                         | 0                         | 0                         | 41                        | 11º                       |
| 2025      | Formula 1                             | Sauber                | 14                        | 0                         | 0                         | 0                         | 1                         | 37*                       |                           |

#### Gare extra-campionati
| Data             | Gara                    | Squadra               | Posizione |
| ---------------- | ----------------------- | --------------------- | --------- |
| 16 dicembre 2005 | Formula BMW World Final | Josef Kaufmann Racing | 3º        |
| 5 agosto 2007    | Masters di Formula 3    | ASM Formule 3         | 1º        |
| 18 novembre 2007 | Gran Premio di Macao    | ASM Formule 3         | 23º       |
| 10 agosto 2008   | Masters di Formula 3    | ART Grand Prix        | 2º        |

### A1 Grand Prix
(legenda) (Le gare in grassetto indicano la pole) (Le gare in corsivo indicano il giro veloce)
| Anno | Team            | 1   | 2   | 3   | 4   | 5   | 6   | 7   | 8   | 9   | 10  | 11  | 12  | 13  | 14  | 15  | 16  | 17  | 18  | 19  | 20  | 21  | 22  | Punti | Pos |
| ---- | --------------- | --- | --- | --- | --- | --- | --- | --- | --- | --- | --- | --- | --- | --- | --- | --- | --- | --- | --- | --- | --- | --- | --- | ----- | --- |
| 2006 | A1 Team Germany | ZAN | ZAN | BRN | BRN | BEI | BEI | SEP | SEP | SEN | SEN | TAU | TAU | SYD | SYD | DUR | DUR | MEX | MEX | SHA | SHA | BRH | BRH | 128   | 1º  |
| 2006 | A1 Team Germany | 4   | 1   | Rit | 4   | 5   | Rit | 2   | 1   | 5   | 2   | 1   | 1   | 1   | 1   | 1   | 1   |     |     | 3   | 3   | 2   | 1   | 128   | 1º  |

### F3 Euro Series
(legenda) (Le gare in grassetto indicano la pole) (Le gare in corsivo indicano il giro veloce)
| Anno | Team           | Telaio           | Motore   | 1   | 2   | 3   | 4   | 5   | 6   | 7   | 8   | 9   | 10  | 11  | 12  | 13  | 14  | 15  | 16  | 17  | 18  | 19  | 20  | Punti | Pos |
| ---- | -------------- | ---------------- | -------- | --- | --- | --- | --- | --- | --- | --- | --- | --- | --- | --- | --- | --- | --- | --- | --- | --- | --- | --- | --- | ----- | --- |
| 2007 | ASM Formule 3  | Dallara F305/021 | Mercedes | HOC | HOC | BRH | BRH | NOR | NOR | MAG | MAG | MUG | MUG | ZAN | ZAN | NÜR | NÜR | CAT | CAT | NOG | NOG | HOC | HOC | 72    | 3º  |
| 2007 | ASM Formule 3  | Dallara F305/021 | Mercedes | 2   | 7   | 4   | 6   | Rit | 1   | Rit | 14  | 21  | 14  | 6   | 1   | 1   | 4   | 2   | 8   | 3   | 3   | 1   | 7   | 72    | 3º  |
| 2008 | ART Grand Prix | Dallara F308/009 | Mercedes | HOC | HOC | MUG | MUG | PAU | PAU | NOR | NOR | ZAN | ZAN | NÜR | NÜR | BRH | BRH | CAT | CAT | LMS | LMS | HOC | HOC | 87    | 1º  |
| 2008 | ART Grand Prix | Dallara F308/009 | Mercedes | Rit | Rit | 1   | 5   | Rit | 16  | 1   | Rit | 1   | 13  | 1   | 4   | 1   | 5   | 1   | Rit | 24  | 8   | 1   | 3   | 87    | 1º  |

### GP2 Series
(legenda) (le gare in grassetto indicano la pole position) (le gare in corsivo indicano il giro più veloce)
| Anno | Team           | 1   | 2   | 3   | 4   | 5   | 6   | 7   | 8   | 9   | 10  | 11  | 12  | 13  | 14  | 15  | 16  | 17  | 18  | 19  | 20  | Punti | Pos |
| ---- | -------------- | --- | --- | --- | --- | --- | --- | --- | --- | --- | --- | --- | --- | --- | --- | --- | --- | --- | --- | --- | --- | ----- | --- |
| 2009 | ART Grand Prix | CAT | CAT | MON | MON | IST | IST | SIL | SIL | NÜR | NÜR | HUN | HUN | VAL | VAL | SPA | SPA | MNZ | MNZ | ALG | ALG | 100   | 1º  |
| 2009 | ART Grand Prix | 9   | 14  | 5   | 3   | 5   | 4   | 3   | 5   | 1   | 1   | 1   | 7   | 2   | 1   | 2   | Rit | 6   | 3   | 1   | 16  | 100   | 1º  |

### GP2 Asia Series
(legenda) (le gare in grassetto indicano la pole position)(le gare in corsivo indicano il giro più veloce)
| Stagione | Team           | 1   | 2   | 3   | 4   | 5    | 6    | 7   | 8   | 9   | 10  | 11   | 12   | Punti | Pos |
| -------- | -------------- | --- | --- | --- | --- | ---- | ---- | --- | --- | --- | --- | ---- | ---- | ----- | --- |
| 2008-09  | ART Grand Prix | SHA | SHA | DUB | DUB | BHR1 | BHR1 | LOS | LOS | SEP | SEP | BHR2 | BHR2 | 27    | 6º  |
| 2008-09  | ART Grand Prix |     |     |     |     | 4    | 4    | 1   | 3   |     |     |      |      | 27    | 6º  |

### Risultati in Formula 1
| 2010 | Scuderia | Vettura |    |     |    |    |    |     |    |    |     |    |    |   |    |   |    |     |    |   |    |  |  |  |  |  | Punti | Pos. |
| ---- | -------- | ------- | -- | --- | -- | -- | -- | --- | -- | -- | --- | -- | -- | - | -- | - | -- | --- | -- | - | -- |  |  |  |  |  | ----- | ---- |
| 2010 | Williams | FW32    | 14 | Rit | 10 | 15 | 16 | Rit | 17 | 13 | Rit | 10 | 13 | 6 | 14 | 7 | 10 | Rit | 10 | 8 | 16 |  |  |  |  |  | 22    | 14º  |

| 2011 | Scuderia    | Vettura |    |    |    |    |    |  |    |    |    |    |    |    |    |  |    |  |  |  |    |  |  |  |  |  | Punti | Pos. |
| ---- | ----------- | ------- | -- | -- | -- | -- | -- |  | -- | -- | -- | -- | -- | -- | -- |  | -- |  |  |  | -- |  |  |  |  |  | ----- | ---- |
| 2011 | Force India | VJM04   | SP | SP | SP | SP | SP |  | SP | SP | SP | SP | SP | SP | SP |  | SP |  |  |  | SP |  |  |  |  |  |       |      |

| 2012 | Scuderia    | Vettura |     |   |    |    |    |   |    |   |    |   |    |   |    |    |   |   |   |     |   |   |  |  |  |  | Punti | Pos. |
| ---- | ----------- | ------- | --- | - | -- | -- | -- | - | -- | - | -- | - | -- | - | -- | -- | - | - | - | --- | - | - |  |  |  |  | ----- | ---- |
| 2012 | Force India | VJM05   | Rit | 9 | 15 | 12 | 10 | 8 | 12 | 5 | 12 | 9 | 11 | 4 | 21 | 14 | 7 | 6 | 8 | Rit | 8 | 5 |  |  |  |  | 63    | 11º  |

| 2013 | Scuderia | Vettura |    |   |    |    |    |    |     |    |    |    |    |   |   |   |   |    |    |   |   |  |  |  |  |  | Punti | Pos. |
| ---- | -------- | ------- | -- | - | -- | -- | -- | -- | --- | -- | -- | -- | -- | - | - | - | - | -- | -- | - | - |  |  |  |  |  | ----- | ---- |
| 2013 | Sauber   | C32     | NP | 8 | 10 | 12 | 15 | 11 | Rit | 10 | 10 | 11 | 13 | 5 | 9 | 4 | 6 | 19 | 14 | 6 | 8 |  |  |  |  |  | 51    | 10º  |

| 2014 | Scuderia    | Vettura |   |   |   |   |    |   |   |   |   |   |     |    |    |   |   |    |     |   |   |  |  |  |  |  | Punti | Pos. |
| ---- | ----------- | ------- | - | - | - | - | -- | - | - | - | - | - | --- | -- | -- | - | - | -- | --- | - | - |  |  |  |  |  | ----- | ---- |
| 2014 | Force India | VJM07   | 6 | 5 | 5 | 6 | 10 | 5 | 5 | 9 | 8 | 7 | Rit | 10 | 12 | 9 | 8 | 12 | Rit | 8 | 6 |  |  |  |  |  | 96    | 9º   |

| 2015 | Scuderia    | Vettura |   |    |     |    |    |    |   |   |   |     |    |   |     |   |     |     |   |   |   |  |  |  |  |  | Punti | Pos. |
| ---- | ----------- | ------- | - | -- | --- | -- | -- | -- | - | - | - | --- | -- | - | --- | - | --- | --- | - | - | - |  |  |  |  |  | ----- | ---- |
| 2015 | Force India | VJM08   | 7 | 14 | Rit | 13 | 15 | 11 | 8 | 6 | 7 | Rit | NP | 7 | Rit | 6 | Rit | Rit | 7 | 6 | 7 |  |  |  |  |  | 58    | 10º  |

| 2016 | Scuderia    | Vettura |   |    |    |     |     |   |   |   |    |   |    |   |   |    |     |   |   |     |   |   |   |  |  |  | Punti | Pos. |
| ---- | ----------- | ------- | - | -- | -- | --- | --- | - | - | - | -- | - | -- | - | - | -- | --- | - | - | --- | - | - | - |  |  |  | ----- | ---- |
| 2016 | Force India | VJM09   | 7 | 15 | 15 | Rit | Rit | 6 | 8 | 9 | 19 | 7 | 10 | 7 | 4 | 10 | Rit | 8 | 8 | Rit | 7 | 7 | 7 |  |  |  | 72    | 9º   |

| 2017 | Scuderia | Vettura |    |    |   |   |   |     |   |     |    |   |    |   |    |     |    |     |     |     |    |   |  |  |  |  | Punti | Pos. |
| ---- | -------- | ------- | -- | -- | - | - | - | --- | - | --- | -- | - | -- | - | -- | --- | -- | --- | --- | --- | -- | - |  |  |  |  | ----- | ---- |
| 2017 | Renault  | R.S.17  | 11 | 12 | 9 | 8 | 6 | Rit | 8 | Rit | 13 | 6 | 17 | 6 | 13 | Rit | 16 | Rit | Rit | Rit | 10 | 6 |  |  |  |  | 43    | 10º  |

| 2018 | Scuderia | Vettura |   |   |   |     |     |   |   |   |     |   |   |    |     |    |    |    |     |   |   |     |     |  |  |  | Punti | Pos. |
| ---- | -------- | ------- | - | - | - | --- | --- | - | - | - | --- | - | - | -- | --- | -- | -- | -- | --- | - | - | --- | --- |  |  |  | ----- | ---- |
| 2018 | Renault  | R.S.18  | 7 | 6 | 6 | Rit | Rit | 8 | 7 | 9 | Rit | 6 | 5 | 12 | Rit | 13 | 10 | 12 | Rit | 6 | 6 | Rit | Rit |  |  |  | 69    | 7º   |

| 2019 | Scuderia | Vettura |   |    |     |    |    |    |   |   |    |    |     |    |   |   |   |    |    |    |   |    |    |  |  |  | Punti | Pos. |
| ---- | -------- | ------- | - | -- | --- | -- | -- | -- | - | - | -- | -- | --- | -- | - | - | - | -- | -- | -- | - | -- | -- |  |  |  | ----- | ---- |
| 2019 | Renault  | R.S.19  | 7 | 17 | Rit | 14 | 13 | 13 | 7 | 8 | 13 | 10 | Rit | 12 | 8 | 5 | 9 | 10 | SQ | 10 | 9 | 15 | 12 |  |  |  | 37    | 14º  |

| 2020 | Scuderia     | Vettura |  |  |  |    |   |  |  |  |  |  |   |  |  |  |  |  |  |  |  |  |  |  |  |  | Punti | Pos. |
| ---- | ------------ | ------- |  |  |  | -- | - |  |  |  |  |  | - |  |  |  |  |  |  |  |  |  |  |  |  |  | ----- | ---- |
| 2020 | Racing Point | RP20    |  |  |  | NP | 7 |  |  |  |  |  | 8 |  |  |  |  |  |  |  |  |  |  |  |  |  | 10    | 15º  |

| 2022 | Scuderia     | Vettura |    |    |  |  |  |  |  |  |  |  |  |  |  |  |  |  |  |  |  |  |  |  |  |  | Punti | Pos. |
| ---- | ------------ | ------- | -- | -- |  |  |  |  |  |  |  |  |  |  |  |  |  |  |  |  |  |  |  |  |  |  | ----- | ---- |
| 2022 | Aston Martin | AMR22   | 17 | 12 |  |  |  |  |  |  |  |  |  |  |  |  |  |  |  |  |  |  |  |  |  |  | 0     | 22º  |

| 2023 | Scuderia | Vettura |    |    |   |    |    |    |    |    |      |    |    |    |    |    |    |    |    |    |    |    |     |    |  |  | Punti | Pos. |
| ---- | -------- | ------- | -- | -- | - | -- | -- | -- | -- | -- | ---- | -- | -- | -- | -- | -- | -- | -- | -- | -- | -- | -- | --- | -- |  |  | ----- | ---- |
| 2023 | Haas     | VF-23   | 15 | 12 | 7 | 17 | 15 | 17 | 15 | 15 | Rit6 | 13 | 14 | 18 | 12 | 17 | 13 | 14 | 16 | 11 | 13 | 12 | Rit | 15 |  |  | 9     | 16º  |

| 2024 | Scuderia | Vettura |    |    |   |    |    |     |    |     |    |    |   |   |    |    |    |    |    |   |   |   |    |   |      |   | Punti | Pos. |
| ---- | -------- | ------- | -- | -- | - | -- | -- | --- | -- | --- | -- | -- | - | - | -- | -- | -- | -- | -- | - | - | - | -- | - | ---- | - | ----- | ---- |
| 2024 | Haas     | VF-24   | 16 | 10 | 9 | 11 | 10 | 117 | 11 | Rit | 11 | 11 | 6 | 6 | 13 | 18 | 11 | 17 | 11 | 9 | 8 | 9 | SQ | 8 | Rit7 | 8 | 41    | 11º  |

| 2025 | Scuderia | Vettura |   |    |    |    |    |    |    |    |   |   |   |   |    |    |  |  |  |  |  |  |  |  |  |  | Punti | Pos. |
| ---- | -------- | ------- | - | -- | -- | -- | -- | -- | -- | -- | - | - | - | - | -- | -- |  |  |  |  |  |  |  |  |  |  | ----- | ---- |
| 2025 | Sauber   | C45     | 7 | 15 | 16 | SQ | 15 | 14 | 12 | 16 | 5 | 8 | 9 | 3 | 12 | 13 |  |  |  |  |  |  |  |  |  |  | 37    |      |

| Legenda | 1º posto     | 2º posto | 3º posto    | A punti         | Senza punti/Non class.  | Grassetto – Pole position Corsivo – Giro più veloce Apice – Risultato Sprint (A punti) |
| Legenda | Squalificato | Ritirato | Non partito | Non qualificato | Solo prove/Terzo pilota | Grassetto – Pole position Corsivo – Giro più veloce Apice – Risultato Sprint (A punti) |

### Campionato mondiale endurance
| Anno | Squadra      | Classe | Vettura            | SIL | SPA | LMS | NÜR | COA | FUJ | SHA | BHR | Punti | Pos. |
| ---- | ------------ | ------ | ------------------ | --- | --- | --- | --- | --- | --- | --- | --- | ----- | ---- |
| 2015 | Porsche Team | LMP1   | Porsche 919 Hybrid |     | 6   | 1   |     |     |     |     |     | 58    | 9º   |

#### 24 Ore di Le Mans
| Anno | Classe | N° | Gomme | Vettura                                  | Squadra      | Co-piloti              | Giri | Pos. Assol. | Pos. di Classe |
| ---- | ------ | -- | ----- | ---------------------------------------- | ------------ | ---------------------- | ---- | ----------- | -------------- |
| 2015 | LMP1   | 19 | M     | Porsche 919 Hybrid Porsche 2.0L Turbo V4 | Porsche Team | Earl Bamber Nick Tandy | 395  | 1º          | 1º             |